# Гезундбруннен (вокзал)
Гезундбруннен (нем. Gesundbrunnen) — один из вокзалов Берлина. Расположен в одноимённом районе. Транспортно-пересадочный узел, ежедневно обслуживающий порядка 100 тысяч пассажиров, на котором останавливаются 30 поездов дальнего следования (ICE, IC / EC), 90 поездов местного следования Regionalbahn и Regional-Express, а также около 1 000 рейсов городских электричек. Через вокзальные переходы возможен выход на одноимённую станцию берлинского метро и к остановкам рейсовых автобусов.